# アルバート・マーチ
アルバート・マーチ（英語: Arthur Albert March）は、イギリス出身のフィギュアスケート選手（男子シングル）。1908年ロンドンオリンピックイギリス代表。

## 主な戦績
| 大会/年      | 1907-08 |
| ------------ | ------- |
| オリンピック | 5       |